# كمين تشان فيدنو 2000
كان كمين تشان فيدنو أو فيدينو عملية قتالية للمقاتلين الشيشان تحت قيادة أبو قتيبة المكي خلال الحرب الشيشانية الثانية، والتي أسفرت عن تدمير عمود بيرم أومون في منطقة قرية دزاني-فيدنو في 29 مارس 2000 .

## مسار الأحداث
في المساء، 28 مارس، 2000 في قسم شرطة مقاطعة فيدينو مؤقتة، ويعمل بها ضباط الشرطة من منطقة بيرم، لإعطائها الشرطة نصف الشغب العصر البرمي، تلقى قائد المجموعة الشرقية للقوات الاتحادية أمرا، من الميجر جنرال ماكاروف لاكتساح القرى في منطقة نوزهاي-يورت المجاورة.
في صباح يوم 29 مارس، القوات التي تبلغ عددهم 50 شخصا في وقت مبكر (42 الأمون من بيرم وبيريزنيكي، 8 مجموعات القائد العسكري في / ح 83590 قسم تامان) متقدمة من فيدينو إلى وجهة للقيام بعملية خاصة للتحقق من نظام جواز السفر وغيرها من الأنشطة. قوات تتألف من ثلاث مركبات: بي تي أر-80 (عينات جينادي سائق، مجموعة القائد، كان قد أسر)، وسيارة «أورال-4320» (السائق فياتشيسلاف موروزوف، من قسم الشرطة في منطقة سفيردلوفسك، قتل في العمل)، وسيارة «زيل-131»(سائق يوري شيشكين، المقاتل الوحيد الباقي من مجموعة القائد). بعد القيادة بجانب جاني فيدينو، على ارتفاع 813، بدأت ZIL تغلي وأُجبرت القوات على التوقف.
قبل ذلك بوقت قصير، دخلت مفرزة من المسلحين بقيادة أبو كتبيبة القرية نفسها. وتأتي الفرقة، بالإضافة إلى الشيشان أيضا من القوقاز الشمالية والمرتزقة الأجانب (العربية). بقي قطاع الطرق في منازلهم للراحة. قرر قائد ميليشيا الشغب، الرائد سيمونوف، قام تفتيش المنزل، الذي يبعد عشرات الأمتار عن موقف القوات. ذهب إلى الداخل، وجد اثنين من المسلحين هناك. رداً على أمر سيمونوف بإسقاط الأسلحة، سمعت أصوات طلقات نارية، وقتل الميجور سيمونوف. في الوقت نفسه، بدأ قصف عمود من الأسلحة الصغيرة وقاذفات القنابل.

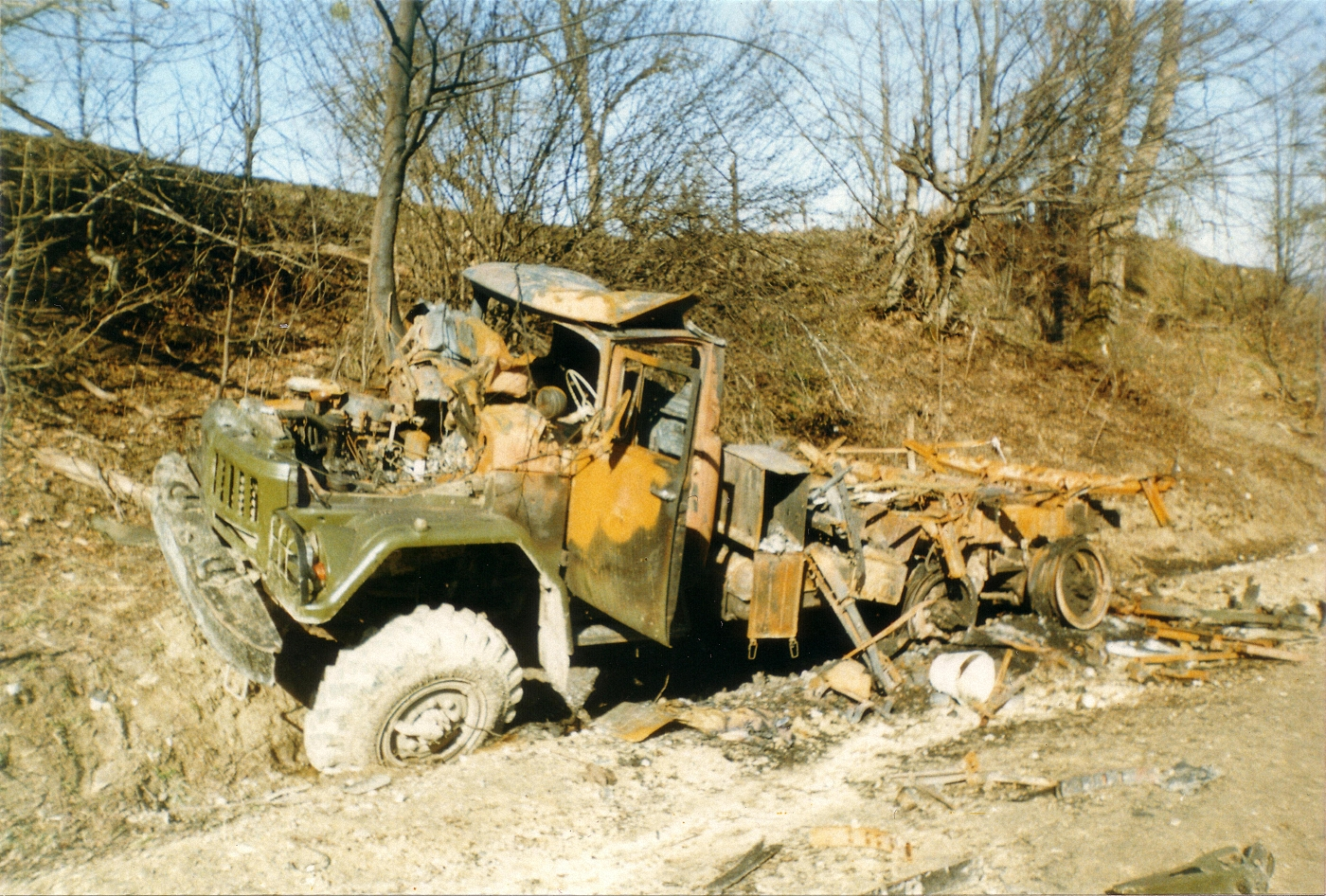
شاحنة ZIL 131 مدمرة.

في البداية، كان حريق المتمردين بالأسلحة الصغيرة فقط، ولكن في ضوء حقيقة عندما وقف رجال الشرطة كانت القوات تسقط وتنتشر جسم السيارة على الأرض، في الدقائق الأولى من الكفاح من اجل القوات اطلقت الشرطة النار، مما أسفر عن العديد من الإصابات والضحايا. أسقطت طلقات من آر بي جي بواسطة بي تي أر (قذيفة تراكمية ضربت مقصورة المحرك) وكلتا العربات. مدفعي (مدفعي يدعى أنها وقعت واحدة من رجال الشرطة، الذين لقوا حتفهم في وقت لاحق من حروق في ساحة المعركة) حرق ناقلة جند مدرعة برج نشر واطلقت النار على التل، مما سمح للشرطة مكافحة الشغب لاتخاذ موقف أكثر راحة للدفاع. قام رجال شرطة مكافحة الشغب ومجموعة الجنود بقتالهم، وقاتلوا إلى آخر رصاصة. مع اقتراب قطاع الطرق من أجزاء مختلفة من القرية، اشتد الحريق على القوات. في آخر رسالة إذاعية من رجال الميليشيات كان طلبا لاطلاق النار الانفرادي. في جميع الاحتمالات، نفذت الذخيرة.

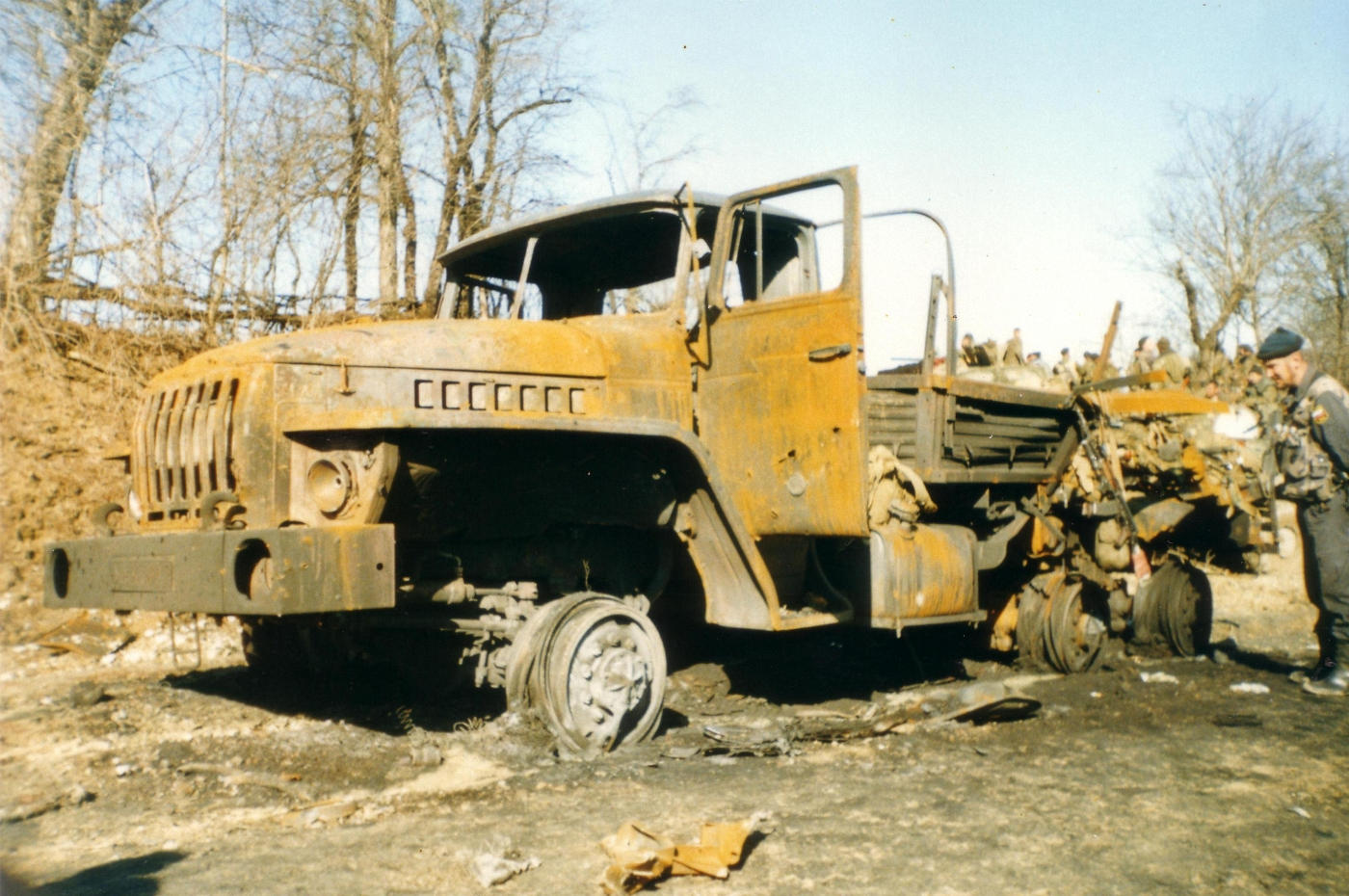
شاحنة Ural-4320 قامت بتعطيل المتشددين.

حوالي الساعة 10:00 لمساعدة رجال الشرطة في الشغب في كمين فيدنو أرسل مفرزة من مجموعة عسكرية (المتعاقدين). المجموعة الثانية برئاسة العقيد تونكوشكوروف، رئيس VOVD والعقيد يو، المستبدلة السابق لشرطة مكافحة الشغب في اللفتنانت كولونيل ستيرن، بيرم قائد شرطة مكافحة الشغب المقدم S. العلجوم ، حاول الحصول على امتدادات تحيط بها الشرطة، ولكن قبل أن تصل لهم ببضع مئات من الأمتار، قالت انها تعرضت لكمين. من بي تي أر على الفور تقريبا أصيب رئيس القائد (سائق رومان والسهام ديمتري). وخوف من حبسهم في فخ، وبسبب عدم وجود خبرة قتالية للعمل في مثل هذه الحالات، أعطى الأمر لالتراجع. بعد حوالي 6 ساعات عادرت القوات إلى فيدنو. القوات الثانية تعرضت لخسائر بلغت: من مجموعة القائد - 15 شخصا بجروح، ومن وحدة مجتمعة بيرم الأمون - واحد بجروح.
يرجع ذلك إلى حقيقة أن بعض المسلحين قد تحولوا إلى القوات الثانية، كان ستة أشخاص من القوات الأولى تمكنوا على الخروج من الحصار. في
30 مارس مجموعة من ستة أشخاص - خمسة رجال شرطة مكافحة الشغب ومقاتلة من مجموعة القائد - دمروا.
كانت قادرة في النهاية للوصول تم العثور على ارتفاع 813 جثث 31 قتيلا وأصيب آخر بجروح خطيرة في ساقيه وهو الشرطي الكسندر (في وقت لاحق الكسندر قد ساقه بترت، ولكنه بقي في الخدمة - في 31 مارس القوات الفيدرالية (استطلعت 255 مشاة آلية فوج وفقا لبعض المصادر ) في أومون). كان مصير المقاتلين الآخرين غير معروف في ذلك الوقت. وتبين فيما بعد أن اثني عشر شخصا (سبعة رجال شرطة مكافحة اللشغب بيريزنيكي، بيرم أربعة إعارة ضباط شرطة ومقاتلة من مجموعة القائد) تم القبض عليهم وأعدموا في اليوم التالي، ردا على رفضهم ليتم تبادلها عن العقيد يوري.منهم بودانوف، الذي ألقي القبض عليه بتهمة قتل الشيشان. تم العثور على مدفن ل 10 من مقاتلي في أبريل 30 (وفقا لمصادر أخرى  - 1 مايو) بالقرب من قرية دارغو، ومعلومات حول مكان الدفن واشترته القوات من السكان. عمليا على جميع الجثث كانت هناك آثار للبلطجة والتعذيب. كما تبين لاحقا، لم يتم القبض على الشرطة على الفور. مجموعة صغيرة حاولوا الخروج من البيئة، أطلقوا النار باستمرار، لكنهم لم يصلوا سوى إلى نهر صغير، لم يكن لديهم وقت للعبور فيه. هنا، على ما يبدو، نفذت الذخيرة. تم العثور على عدد كبير من الخراطيش وقنبلة يدوية غير منفجرة حولهم. وأصيبت إحدى طائرات أومون بنيران نارية في الجسر الواقع على الجانب الآخر من النهر واختتمت بعقب.
في 31 مارس تم تمشيط هذه المنطقة وتطهيرها من قبل القوات الداخلية والمظليين والشرطة.
في 19 أبريل 2000، بدأت عملية خاصة واسعة النطاق في حي فيدنو للقضاء على تشكيلات باساييف وخطاب المركزة فيها. ضربت المدفعية الروسية على أهداف العدو في مناطق قرى المنطقة شالازهي، الكمثرى، تسا-فيدينو. للمشاركة في العملية، تم نقل حوالي 500 جندي ومعدات عسكرية. قامت سو ب 25 من 22 طلعة جوية، واطلاق مفجر سو-24M - 4. أكثر من 50 مرة سارعت دعم المروحيات من طراز ميل مي-24.

## الخسارة
قُتل في المعركة، وكذلك أسر وأعدم 36 شرطيًا من بيرم و 7 جنود من مجموعة القائد. كان عدد الجرحى 2 - 15 على التوالي.
خسارة المسلحين غير معروفة. تمت إزالة جثتين من المرتزقة الأجانب (من المفترض أن يكونوا عرباً) من ساحة المعركة، وتم خلع مجموعة القائد بالقرب من المكان الذي كان انذاك (قصر شامل باساييف، وبعد ذلك دمر المنزل من قبل خبراء القوات الفيدرالية) بهدف التبادل اللاحق بجثث رجال الشرطة المفقودين. التبادل لم يحدث.

## التحقيق والمحكمة
في 31 مارس مع رحيل إلى مكان الحادث وزير الداخلية فلاديمير روشايلو ونائب الأول لرئيس هيئة الأركان العامة للقوات المسلحة الروسية، الكولونيل جنرال يوري بالويفسكي الذي أجرى تحقيق داخلي. في فبراير 2001، تم نقل المواد إلى المديرية العامة لمكتب المدعي العام للاتحاد الروسي في شمال القوقاز.
خلال التحقيق القضائي تبين أنه لم يكن هناك كمين خاص في القوات. وهذا ما أكده شهادة من المسلحين الذين شاركوا في تلك المعركة (عقدت المحاكمة ضدهم في ماخاتشكالا في فصلي الربيع والصيف لعام 2001) ومخطط للقتال الفضاء (أحيانا المقاتلين يضطرون لاطلاق النار أعلى التل وأن تقدم اختيار موقف ستستبعد الأرجح). أيضا لصالح عدم وجود كمين هو حقيقة أن قصف القوات تكثفت مع مرور الوقت، كما تقترب مجموعات من المسلحين من منازل أخرى من القرية. ولكن مزيج المشؤوم من الظروف - وتلف الجهاز، واكتشاف مجموعة من المسلحين في منزل على مشارف القرية - قد أدى إلى عواقب وخيمة. ربما، بعد البقية، كان المسلحون يمرون دون أن يلاحظوا أحد في الجبال. وربما كان هدفهم هو مهاجمة «قلب إيشكريا» - فيدينو. في هذه الحالة، فإن الشرطة بيرم وجنود مجموعة القائد وفاتهم حالت دون الهجوم على مركز المحافظة، ودمرت كل خطة المسلحين.
كان هناك ستة أشخاص في قفص الاتهام، ولم يعترف أي منهم بالذنب. وكان أربعة منهم وفقا 14 و 16 و 19 و '21 من النظام صارم، أفرج عن اثنين في وقت لاحق (في البداية قد حكم علي 2 و 5 و 3 سنوات في السجن، ثم العفو).

## التقييمات والآراء
- غينادي تروشيف. «الحرب في الشيشان يوميات من الخندق العام»، مذكرات:
أصبح قصف الحواجز أكثر تكرارا. بسبب التناقض وعدم وجود المهارات اللازمة، تم نصب كمين (40 رجلاً) من بيرم أومون كمينًا وضياعًا. قدمت القوات مسيرة دون استطلاع للطريق وتنظيم التفاعل مع وحدات من القوات الداخلية والمدفعية. تمت الإدارة من خلال قنوات اتصال مفتوحة. هذا الحذف أدى أيضا إلى مشكلة. ومثل هذه الأمثلة، للأسف، لم تكن فردية.

## الذكرى
سنويا في 29 مارس في منطقة بيرم، هناك أحداث الحداد تكريما للجنود المتوفين من أومون.

## حقائق أخرى
في ذلك اليوم كان لدى شرطة مكافحة الشغب سيرغي أوداشين كاميرا فيديو معهم، قاموا بتصويرحركة القوات حتى بداية المعركة. نتيجة لإطلاق النار بعد ذلك، قتل المصور، لكن كاميرا الفيديو استمرت في العمل. استقرت الكاميرا على الأرض واستمرت نحو 15 دقيقة أخرى.
وفقا لتقارير في الصحافة، في تنظيم حركة قوات بيرم أومون، تم قبول الانتهاكات الجسيمة لمتطلبات تكتيكات الأسلحة المشتركة:
لم يتم تنسيق مسار الحركة مع القائد العسكري الأعلى، الذي كان في منطقة ومسؤوليته، لم يكن هناك إستطلاع للطريق والغطاء. تبعت سيارات شرطة مكافحة الشغب بدون أمن، ولم تلاحظ المسافة التي اعتمدت في مثل هذه الحالات. لم يكن الفريق على علم بالترددات الراديوية لوحدات الهبوط التي تغطي هذه المنطقة، وهي نداءاتهم. وعلاوة على ذلك، لم يكن لدى شرطة مكافحة الشغب سوى محطة إذاعية واحدة، تمكنت من خلالها الاتصال بالجنود وطلب تعزيزات. ووقفت في ناقلة جند مدرعة، بعد تدميرها أي كانت كانت صماء تماما.
كذلك، وبحسب وكالة الأنباء العسكرية، فإن قيادة القوات الفيدرالية في الشيشان علمت بالحادث بالصدفة من الطيار الذي حلّق فوق الطريق. في الوقت نفسه، لم يتمكن نائب قائد المجموعة الشرقية للقوات الداخلية من الإجابة على سؤال حول ما إذا كان هناك قسم فرعي لوزارة الداخلية في منطقة المعركة، لأنه لم يكن على علم بالوضع.

## أدب
- - Чечня: война и мир на рубеже веков. «Конртеррористическая операция» глазами региональных журналистов / Составитель И. Дзялошинский. — М.: Институт гуманитарных коммуникаций, 2000.